# St. Jakob (Häslabronn)

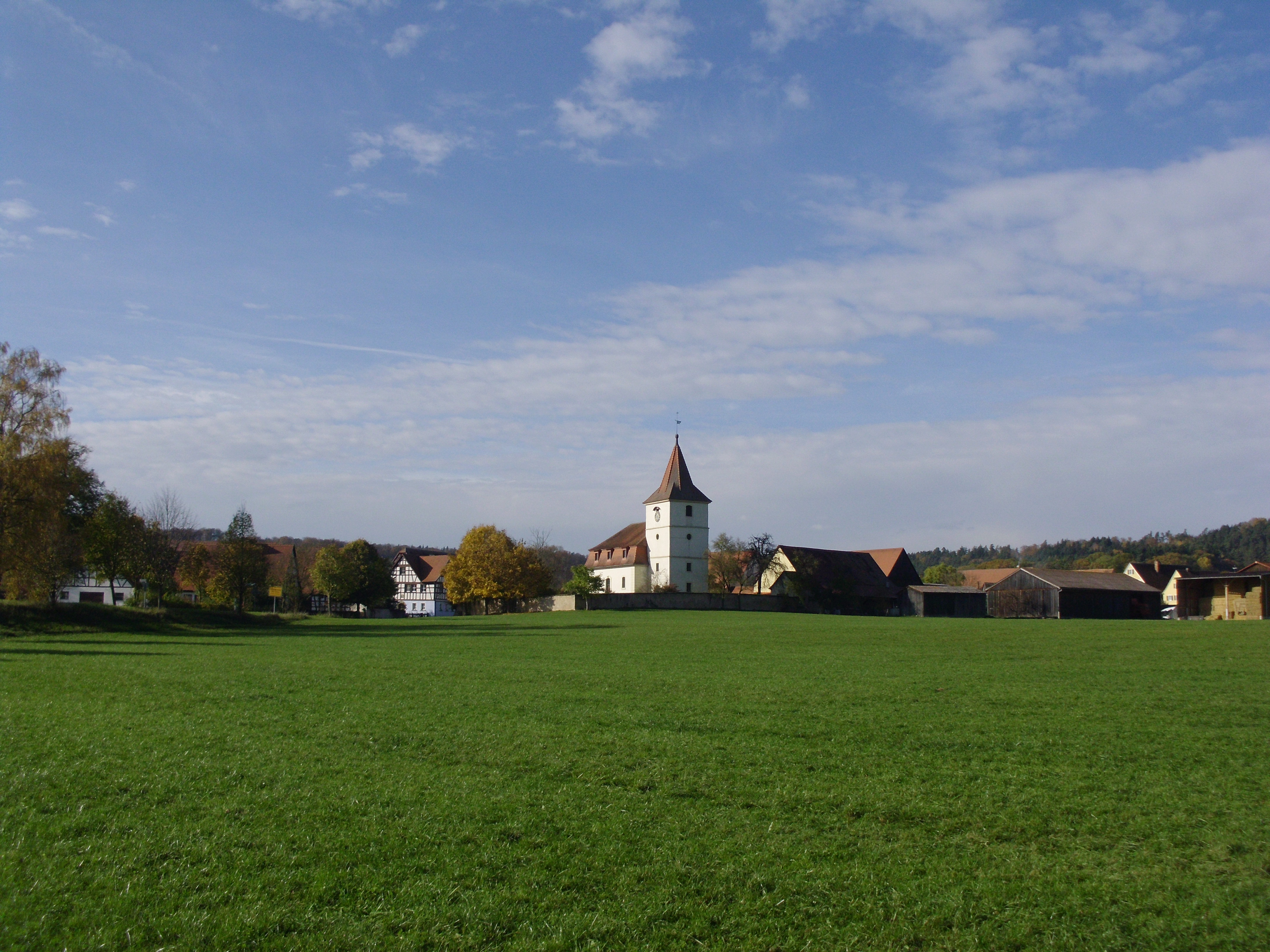
Dorfansicht mit der St. Jakobskirche

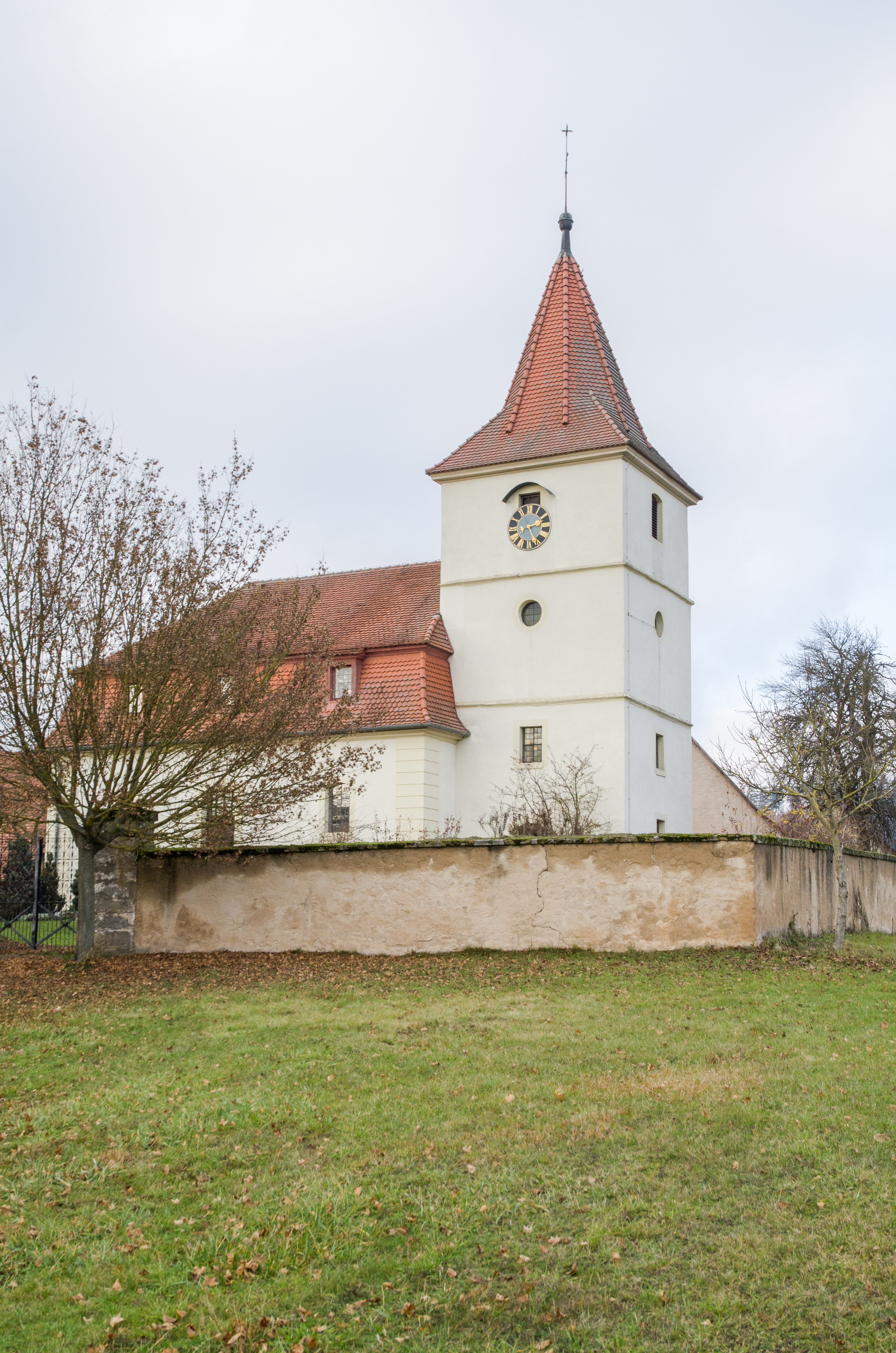
St. Jakob in Häslabronn

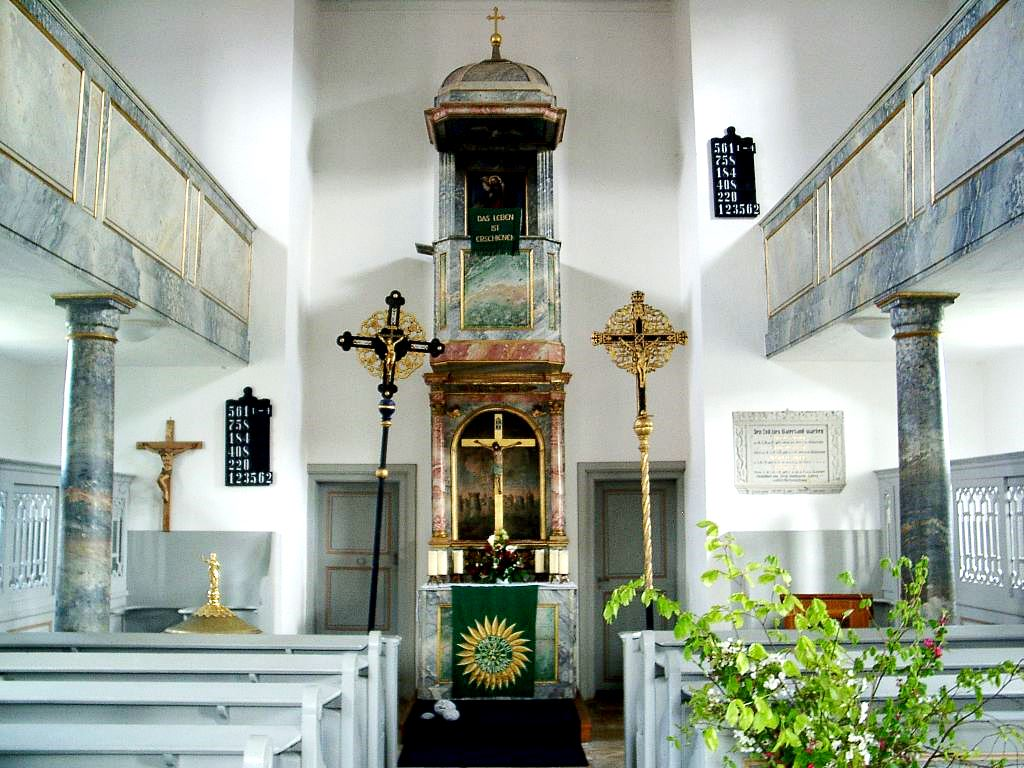
Kircheninneres

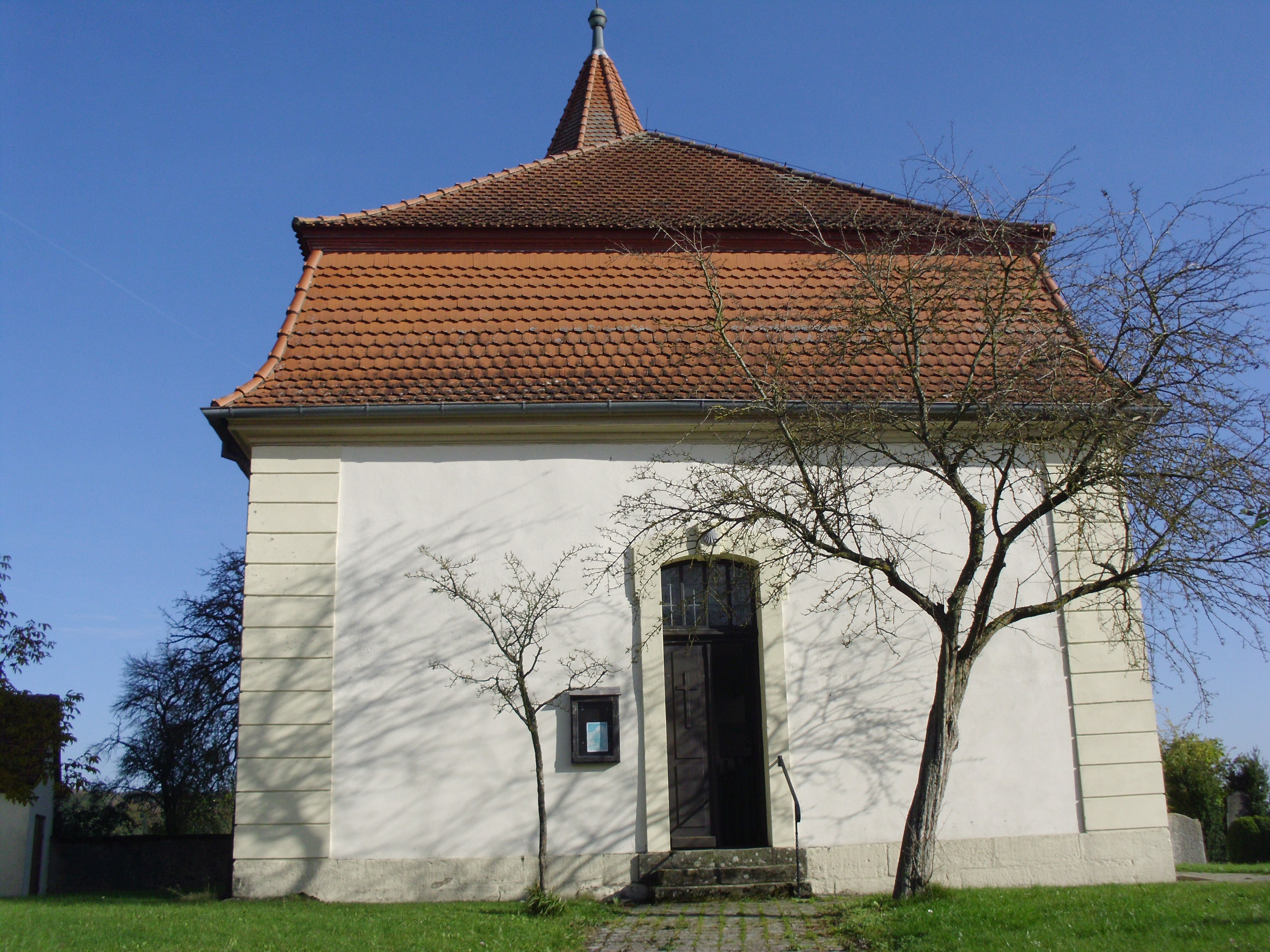
Westfassade mit dem Kirchenportal

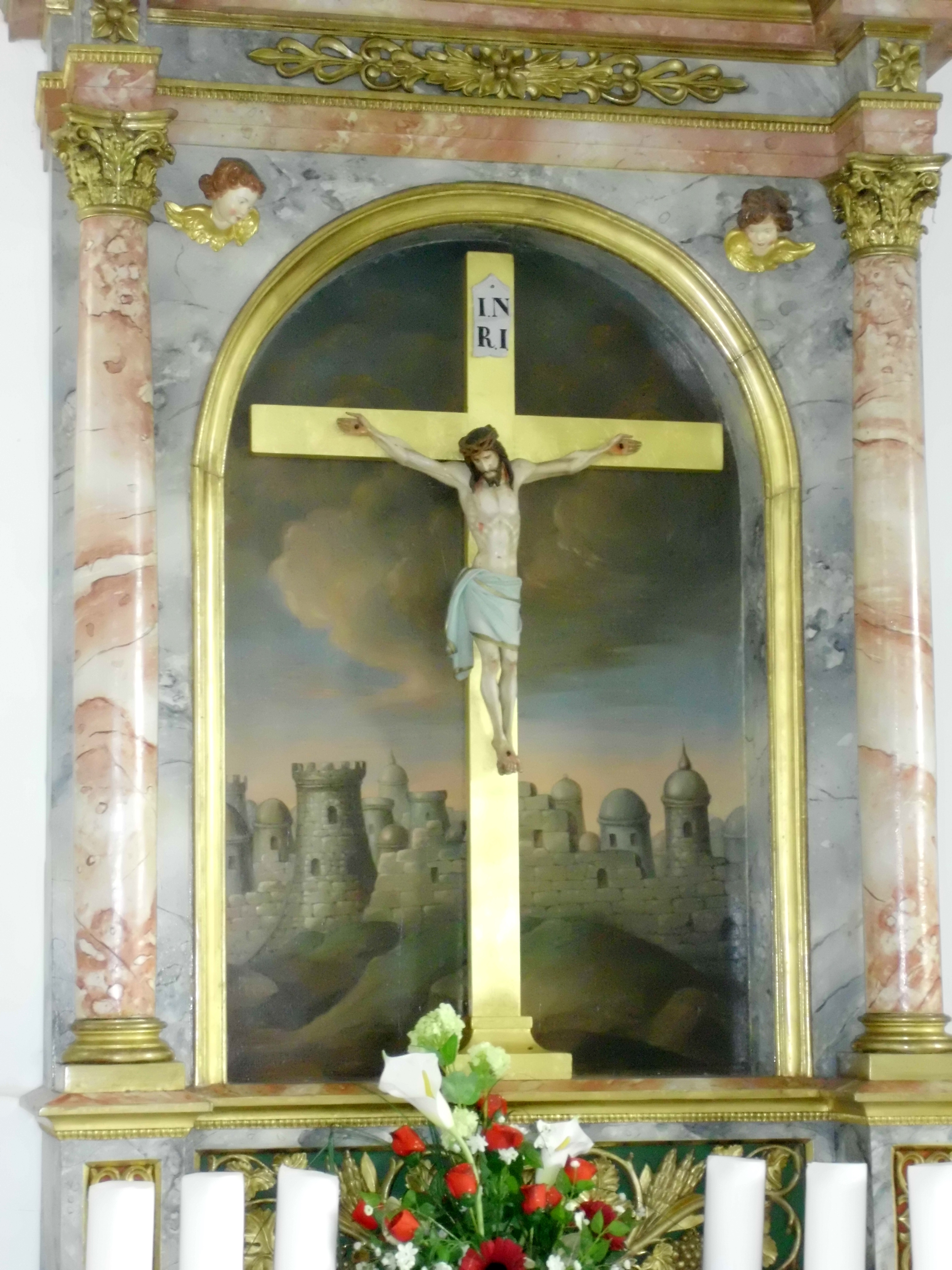
Altarkreuz mit Hintergrundbild

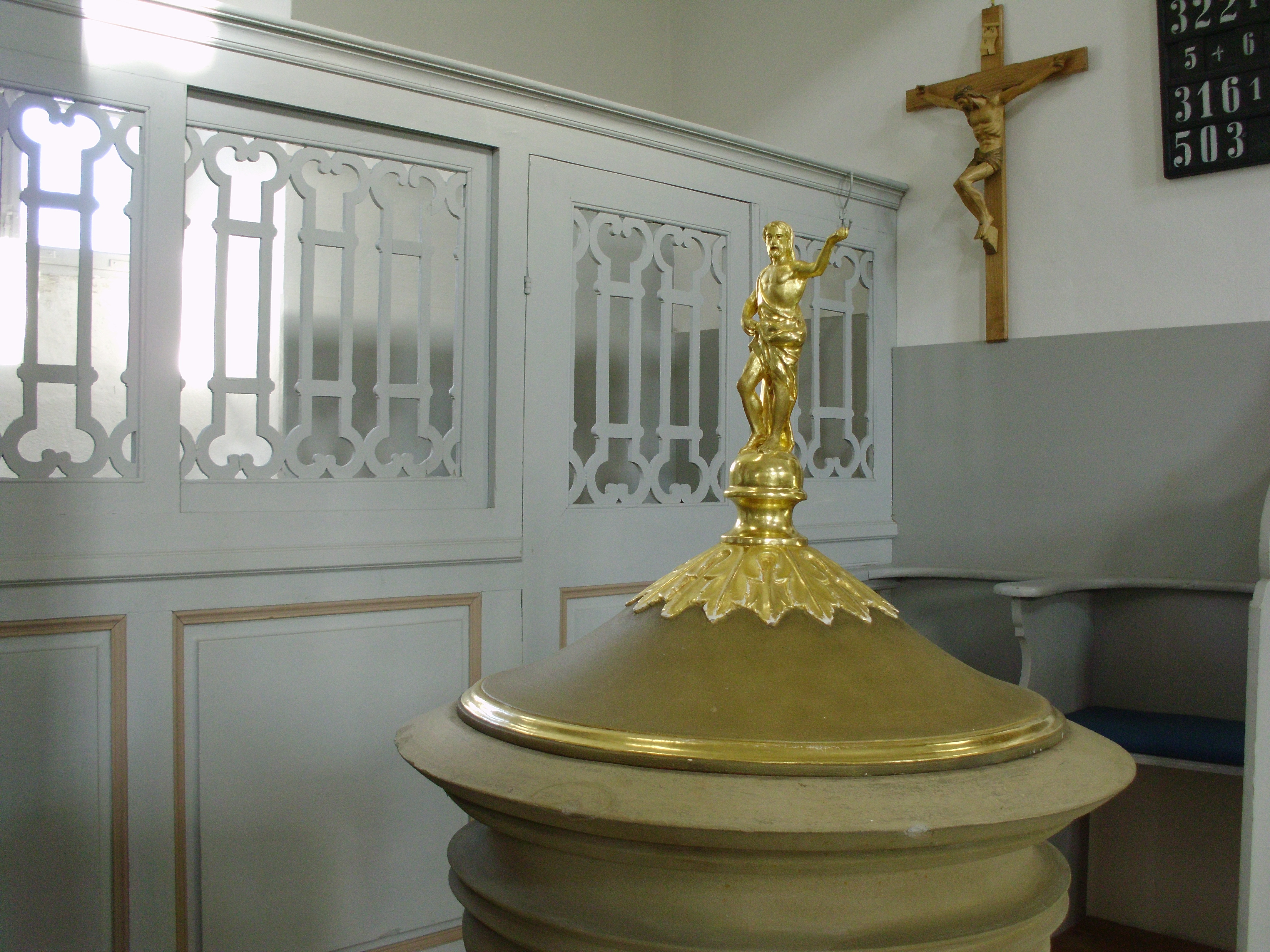
Taufbecken mit Deckelfigur

Die Kirche  St. Jakob ist eine ehemalige Wallfahrtskirche und eine evangelisch-lutherische Filialkirche in Häslabronn, einem Gemeindeteil von Colmberg im mittelfränkischen Landkreis Ansbach in Bayern.

## Lage
Die Kirche steht in Ost-West-Ausrichtung auf einer leichten Erhöhung am östlichen Rand des Dorfes nahe der alten, Lehrberg mit Rothenburg ob der Tauber verbindende Landstraße (die moderne ist einige Meter nach Süden verlegt), umgeben von einem aufgelassenen Friedhof innerhalb einer im Kern wohl spätmittelalterlichen Umfassungsmauer.

## Geschichte
Die Wallfahrtskirche, ursprünglich wohl Teil einer Kirchenburganlage, lag an dem Pilgerweg Krakau – Nürnberg – Rothenburg ob der Tauber und weiter nach Santiago de Compostela. Mit Einführung der Reformation wurde die ursprünglich römisch-katholische Kirche 1528 unter der Kirchenhoheit der Markgrafen von Ansbach (Häslabronn war 1507 an Ansbach gekommen) evangelisch-lutherisch, die Pilgerzüge über Häslabronn fanden ein abruptes Ende.
1992 wurde der seit der Reformation völlig vergessene Jakobspilgerweg durch Mittelfranken als „mittelfränkischer Camino“ durch den Heilsbronner evangelischen Pfarrer Paul Geißendörfer wiederbelebt. Seitdem wird auch St. Jakob in Häslabronn von Santiago de Compostela-Pilgern wieder aufgesucht.
Die Kirche von Häslabronn ist als Tochterkirche von St. Margaretha in Lehrberg erstmals 1431 erwähnt, als zwei Altäre und der Friedhof um die Kirche geweiht wurden. Der Sakralbau war wohl eine Schenkung des dortigen Ortsadels, der Herren von Birkenfels oder der Herren von Seckendorff-Nold. 
Als Wallfahrtskirche war der Sakralraum spätestens 1431 mit mehreren Altären ausgestattet; die Gottesdienste vollzogen Geistliche aus Lehrberg. Auch pilgerten die Lehrberger und die Häslabronner mehrmals im Jahr zu der jeweils anderen Kirche. Da Wallfahrten auch immer Einkünfte bescherten, konnten die Häslabronner 1519 bei dem Nürnberger Maler Michael Wolgemut ein Altarbild bestellen.
Im Dreißigjährigen Krieg kamen die Glocken abhanden und der Turm fiel teilweise ein. Das beschädigte Kirchenschiff wurde 1644 provisorisch wieder hergestellt, 1672 kamen drei neue Glocken in den Turm, die 1917 abgeliefert werden mussten. 1780 wurde die Kirche im Markgrafenstil komplett erneuert.
1812 wurde Häslabronn mit Kurzendorf von der Pfarrei Lehrberg abgetrennt und als Filiale der Pfarrei Colmberg angeschlossen.
Die Kirche ist mit den sieben Bauernanwesen Häslabronns ensemblegeschützt.

## Baubeschreibung
Von der spätgotischen Kirche hat sich der dreigeschossige Turm mit Gurtgesimsen und mit vierseitigem Pyramidendach erhalten. In seinem Untergeschoss ist die Sakristei untergebracht, zu der eine Außentür an der Südseite des Turmes und zwei Türen beiderseits des Altars führen.
Das nach Westen hin an den Turm aus Bruchsteinen angebaute Kirchenschiff des 18. Jahrhunderts weist drei Fensterachsen auf, wobei die mittlere Fensterachse auf der Südseite als Portalöffnung mit Oberlicht ausgebildet ist. Die Fenster sind gewändet und korbbogig ausgeführt. Ein weiteres, hohes Portal mit Oberlicht befindet sich auf der Westseite des Kirchenschiffs, das an seinen vier Ecken rustizierte Lisenen besitzt. Das Mansard-Walmdach des Kirchenschiffs weist auf den Längsseiten in der unteren Dachfläche je drei Dachgauben-Fenster auf, die ebenfalls der Beleuchtung des hohen, mit einer Flachdecke abgeschlossenen Kirchenschiffes dienen.

## Ausstattung
Dieser Abschnitt folgt im Wesentlichen Broser, S. 16–19, sowie Fehring, S. 100:
Bei der Umgestaltung der Kirche im Jahr 1780 erhielt das Kirchenschiff eine hufeisenförmige, von toskanischen Rundsäulen getragene marmorierte Emporenanlage; auf der Westempore befindet sich die Orgel. In den nach oben erweiterten Chor im Turm wurde ein zweisäuliger Kanzelaltar aus Stuckmarmor eingepasst. Hinter dem in einem Rundbogen (in den Zwickeln zwei Engelsköpfe) hängenden Altarkreuz des 18. Jahrhunderts zeigt ein einfaches Ölbild auf Holz die Mauern von Jerusalem in düsterer, zum Tod Jesu passender Atmosphäre. Die Zugangstür zur Kanzel über dem Altar ziert ein Gemälde mit dem Motiv des „Guten Hirten“.
An den beiden Längsseiten des Kirchenschiffs sind noch die sogenannten Patronatslogen für die Adelsfamilien, getrennt nach männlichen und weiblichen Familienmitgliedern, bzw. für den Besuch des Markgrafen und seines Gefolges zu sehen. Das Vortragskreuz auf der Nordseite ist eine Stiftung von 1790; ein weiteres, auf der Südseite aufgestelltes wurde 1863 gestiftet. Der Taufstein stammt von 1860. Im Jahr 1868 kam eine Orgel von Christian Näser aus Ansbach mit fünfteiligem Neurenaissance-Prospekt auf die Westempore.
An den Wänden hängen vier Gemälde des Ansbacher Künstlers Norbert Ditt.
Von den nach dem Ersten Weltkrieg angeschafften drei Glocken ist nur noch die zweitgrößte aus dem Jahr 1922 vorhanden; die beiden anderen Glocken kamen nach der Abgabe im Zweiten Weltkrieg nicht mehr zurück und wurden 1951/52 durch Glocken der Firma Karl Czudnochowsky in Erding ersetzt.